# موژچانوو
موژچانوو (به لاتین: Możdżanów) یک روستا در لهستان است که در گمینا سوشنگه واقع شده‌است. موژچانوو ۱۹۰ نفر جمعیت دارد و ۱۱۸ متر بالاتر از سطح دریا واقع شده‌است.